# Diego Ferreira Matheus
Diego Ferreira Matheus, noto semplicemente come Diego (Niterói, 26 febbraio 1996), è un calciatore brasiliano, difensore del Botafogo-PB.

## Caratteristiche tecniche
È un terzino destro.

## Carriera
Cresciuto nel settore giovanile del Botafogo, ha esordito in prima squadra il 30 aprile 2014 in occasione del match di Coppa del Brasile vinto 2-1 contro il Capivariano.

## Palmarès

### Competizioni nazionali
- Campeonato Brasileiro Série B: 1

Botafogo: 2015

### Competizioni statali
- Campionato Paranaense: 1

Atlético Paranaense: 2018
- Campionato Cearense: 1

Fortaleza: 2019

### Competizioni internazionali
- Coppa Sudamericana: 1

Atlético Paranaense: 2018